# Nervo profondo petroso
Nell'anatomia umana il  nervo profondo petroso  è un nervo presente nel cranio.

## Anatomia
Esso deriva dal plesso carotideo interno, contiene fibre facenti parte del sistema simpatico e va ad unirsi al nervo grande petroso superficiale (contenente fibre del sistema parasimpatico) formando il nervo del canale pterigoideo (o vidiano) che si porta anteriormente nel canale pterigoideo per terminare nella fossa pterigopalatina nel ganglio sfeno-palatino.